# 永井充
永井 充（ながい みつる、1932年12月12日-  ）は、プロ野球球団大阪近鉄バファローズ元球団社長である。

## 来歴・人物
大阪府茨木市出身。1955年に関西学院大学経済学部を卒業した後に近畿日本鉄道に入社した。防長交通への出向を経て、1982年6月に取締役に就任し、常務、専務を経て、1996年6月から2003年6月までに副社長を務めた。
会計部長、経理部長などを経て、2001年から球団社長に就任した。
ファン開拓のために、夏休みの時に子供の入場料を無料にしたり、選手の人形をプレゼントする企画を建てたり、大阪府内の小学校に野球道具を贈ったりした。球団名の命名権売却を提案したことにより、波紋を起こした。
2004年2月をもって、球団社長を退任した。